# Лисберн (мыс)
Лисберн (англ. Cape Lisburne) — мыс в северо-западной части полуострова Лисберн на Чукотском побережье Аляски. Находится в 64 км к северо-востоку от посёлка Пойнт-Хоп. Часть Чукотского Аляскинского морского национального заповедника.
Первым европейцем, заметившим этот мыс, был Джеймс Кук. Он назвал его 21 августа 1778 году и описал: «южная оконечность, кажется, образует мыс, который назван Мыс Лисберн».
Раннее инупиатское название мыса — «Uivaq», как правило пишется «Wevok» или «Wevuk». Мыс Лисберн часто называют «Uivaq Ungasiktoq», что означает «дальний мыс», а не «Uivaq Qanitoq» (мыс Томпсон) что означает «около мыса».
Коренные инупиаты, которые там жили, были поражены эпидемией и многие умерли, их похоронили рядом с горными обрывами. Выжившие перебрались на Мыс Надежда, но возвращались каждое лето на охоту на карибу и сбор птичьих яиц на скалах.
ВВС США имеет здесь радиолокацию и связную станцию, это часть сети радаров линии Дью вдоль Северного склона Аляски.